# Vincent (singel Sarah Connor)
„Vincent” – singel Sarah Connor z jej dziesiątego albumu studyjnego Herz Kraft Werke, wydany przez wytwórnię Polydor. Utwór został napisany i wyprodukowany przez Daniela Faust, Petera Plate, Sarah Connor oraz Ulfa Leo Sommer, został wydany jako pierwszy singel z albumu 4 kwietnia 2019 w krajach niemieckojęzycznych.

## Historia wydania
31 marca artystka za pomocą swojego oficjalnego konta na Facebooku udostępniła krótki filmik ujawniający dokładną datę wydania oraz tytuł utworu. Fizyczna kopia singla zostanie wydana 26 kwietnia 2019 roku

## Sukces Komercyjny
Utwór w dniu premiery zadebiutował w 7 krajach na listach iTunes. Kolejne pozycje jakie uzyskał w poszczególnych krajach:
| iTunes Chart (2019) | Najwyższa pozycja |
| ------------------- | ----------------- |
| Austria             | 5                 |
| Dania               | 146               |
| Holandia            | 71                |
| Luksemburg          | 18                |
| Niemcy              | 2                 |
| Polska              | 35                |
| Szwajcaria          | 9                 |

## Lista utworów
1-Track Digital Download
1. „Vincent” 4:43

## Personel
- Wokal: Sarah Connor
- Muzyka: Daniel Faust, Pete Plate, Sarah Connor, Ulf Leo Sommer
- Słowa: Daniel Faust, Pete Plate, Sarah Connor, Ulf Leo Sommer
- Publikacja: Miss Cee Publishing GmbH, Polydor
- Produkcja, aranżacja: Sarah Connor, Peter Plate, Ulf Leo Sommer, Daniel Faust, Konstantin "djorkaeff" Scherer, Bistram, Rosie Danvers, Tommy D, Peter Tomasso

## Pozycje na listach
| Lista przebojów (2019)           | Najwyższa pozycja |
| -------------------------------- | ----------------- |
| Austria (Media Control AG)       | 74                |
| Europa (Euro200)                 | 188               |
| Niemcy (Media Control)           | 26                |
| [A] Niemcy (New Entry)           | 49                |
| Szwajcaria (Schweizer Hitparade) | 86                |